# Besalú
Besalú település Spanyolországban, Girona tartományban. A középkorban a róla elnevezett Besalú grófság székhelye volt. Besalú Beuda és Sant Ferriol községekkel határos. Lakosainak száma 2583 fő (2024).

## Népessége
A település népessége az elmúlt években az alábbi módon változott:
| Lakosok száma | 506  | 1451 | 1237 | 1272 | 2125 | 2165 | 2361 | 2400 | 2492 | 2583 |
|               | 1717 | 1887 | 1936 | 1960 | 1986 | 2004 | 2009 | 2014 | 2019 | 2024 |